# Heapham
Heapham est une paroisse civile et un village du Lincolnshire, en Angleterre.